# Gabriel Boussagol
 (juillet 2024).
Si vous disposez d'ouvrages ou d'articles de référence ou si vous connaissez des sites web de qualité traitant du thème abordé ici, merci de compléter l'article en donnant les références utiles à sa vérifiabilité et en les liant à la section « Notes et références ».
Gabriel Boussagol (9 novembre 1882 à Bédarieux - 27 juillet 1970 à Murat) est un romaniste et hispaniste français.

## Biographie
Boussagol passe l'agrégation d'espagnol en 1908. En 1921, il devient maître de conférences. En 1926, il obtient son habilitation à la Sorbonne avec les deux thèses Angel de Saavedra, duc de Rivas. Sa vie. Son œuvre poétique (Toulouse/Paris 1926), et Angel de Saavedra, duc de Rivas. Essai de critique bibliographique (Bordeaux 1926). 
De 1928 à 1935, il fut professeur d'espagnol à l'Université de Toulouse. Il entre ensuite dans l'Instruction publique et est recteur des académies de Clermont-Ferrand (1936-1937), de Bordeaux (1938-1941) et de Dijon (1941-1943).

## Œuvres
- Anthologie des poètes romantiques espagnols, Paris 1925, 1930, 1938, 1954
- (éd.) Anthologie de la littérature espagnole des débuts à nos jours, Paris 1930, 1942, 1954[4],[5],[6]
- Cours d'espagnol, 5 vol. , Paris 1950-1960
- Espagnol commercial, Paris 1951, 1966